# 刘小乐

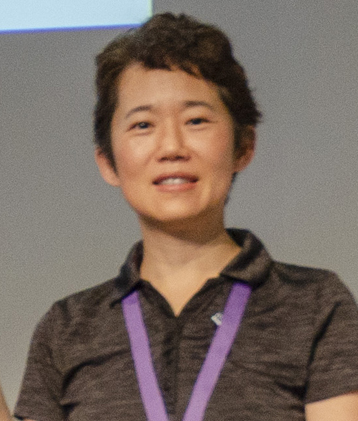
刘小乐在2019年的ICSB上

刘小乐（英語：Xiaole Shirley Liu），生物信息学家，现为哈佛大学生物统计与计算生物学系教授，主要研究领域包括计算生物学、表观遗传学与癌症生物学等。

## 生平
刘小乐早年曾就读于天津南开中学，1992年考入北京大学生物系。1994年转学至美国，进入史密斯学院学习，1997年获生物化学与计算机科学双学士学位。后进入斯坦福大学深造，2002年获生物医学信息学博士与计算机科学辅修博士学位。此后任教于哈佛大学，为哈佛公共卫生学院与丹娜法伯癌症研究所（Dana-Farber Cancer Institute）生物统计与计算生物学系教授，并担任丹娜法伯癌症研究所功能性癌症表观遗传学中心主任。